# Джак Крофърд
Джон Хърбърт „Джак“ Крофърд (на английски: John Herbert „Jack“ Crawford) е австралийски тенисист от 1930-те години, №1 в световната ранглиста по тенис за мъже от 1933 г. 

## Биография
Джон Хърбърт „Джак“ Крофърд е роден на 22 март 1908 г. в в селцето Юренджълин, близо до Олбъри, Нов Южен Уелс.

## Кариера
През 1933 г. печели последователно Откритото първенство на Австралия, Ролан Гарос и Уимбълдън. Достига до финала на Откритото първенство на САЩ, но губи в пет сета от Фред Пери в един изключително драматичен финал. Крофърд повежда в резултата, но тъй като е астматик, постепенно започва да изчерпва силите си вследствие на маранята и губи с резултат 3–6, 13-11, 6–4, 0–6, 1–6.
През 1979 г. е включен в Международната тенис зала на славата.

## Кариерна статистика

#### Титли на сингъл отГолям шлем(6)
| година | турнир       | съперник      | резултат                           |
| ------ | ------------ | ------------- | ---------------------------------- |
| 1931   | ОП Австралия | Хари Хопман   | 6 – 4, 6 – 2, 2 – 6, 6 – 1         |
| 1932   | ОП Австралия | Хари Хопман   | 4 – 6, 6 – 3, 3 – 6, 6 – 3, 6 – 1  |
| 1933   | ОП Австралия | Кейт Гледхил  | 2 – 6, 7 – 5, 6 – 3, 6 – 1         |
| 1933   | Ролан Гарос  | Анри Коше     | 8 – 6, 6 – 1, 6 – 3                |
| 1933   | Уимбълдън    | Елсуърт Вайнс | 4 – 6, 11 – 9, 6 – 2, 2 – 6, 6 – 4 |
| 1935   | ОП Австралия | Фред Пери     | 2 – 6, 6 – 4, 6 – 4, 6 – 4         |

### Загубени финали на сингъл в турнири от Големия шлем (6)
| година | турнир       | съперник         | резултат                            |
| ------ | ------------ | ---------------- | ----------------------------------- |
| 1933   | ОП САЩ       | Фред Пери        | 3 – 6, 13 – 11, 6 – 4, 0 – 6, 1 – 6 |
| 1934   | ОП Австралия | Фред Пери        | 3 – 6, 5 – 7, 1 – 6                 |
| 1934   | Ролан Гарос  | Готфрид фон Крам | 4 – 6, 9 – 7, 6 – 3, 5 – 7, 3 – 6   |
| 1934   | Уимбълдън    | Фред Пери        | 3 – 6, 0 – 6, 5 – 7                 |
| 1936   | ОП Австралия | Ейдриън Куист    | 2 – 6, 3 – 6, 6 – 4, 6 – 3, 7 – 9   |
| 1940   | ОП Австралия | Ейдриън Куист    | 3 – 6, 1 – 6, 2 – 6                 |

### Титли на двойки в турнири от Големия шлем (6)
| година | турнир       | партньор      | съперник                     | резултат                          |
| ------ | ------------ | ------------- | ---------------------------- | --------------------------------- |
| 1929   | ОП Австралия | Хари Хопман   | Джак Къмингс Едгар Муун      | 6 – 1, 6 – 8, 4 – 6, 6 – 1, 6 – 3 |
| 1930   | ОП Австралия | Хари Хопман   | Тим Фитчет Джон Хоукс        | 8 – 6, 6 – 1, 2 – 6, 6 – 3        |
| 1932   | ОП Австралия | Едгар Муун    | Хари Хопман Джералд Патерсън | 12 – 10, 6 – 3, 4 – 6, 6 – 4      |
| 1935   | ОП Австралия | Вив Макграт   | Пат Хюджис Фред Пери         | 4 – 6, 8 – 10, 2 – 6              |
| 1935   | Ролан Гарос  | Ейдриън Куист | Вив Макграт Дон Търнбул      | 6 – 1, 6 – 4, 6 – 2               |
| 1935   | Уимбълдън    | Ейдриън Куист | Уилмър Алисън Джон Ван Рин   | 6 – 3, 5 – 7, 6 – 2, 5 – 7, 7 – 5 |

### Загубени финали на двойки в турнири от Големия шлем (6)
| година | турнир       | партньор    | съперник                   | резултат                           |
| ------ | ------------ | ----------- | -------------------------- | ---------------------------------- |
| 1931   | ОП Австралия | Хари Хопман | Чарлз Донахю Рей Дънлоп    | 6 – 8, 2 – 6, 7 – 5, 9 – 7, 4 – 6  |
| 1933   | ОП Австралия | Едгар Муун  | Кейт Гледхил Елсуърт Вайнс | 4 – 6, 8 – 10, 2 – 6               |
| 1934   | Ролан Гарос  | Вив Макграт | Жан Боротра Жак Брюньон    | 9 – 11, 3 – 6, 6 – 2, 6 – 4, 7 – 9 |
| 1935   | ОП Австралия | Вив Макграт | Ейдриън Куист Дон Търнбул  | 8 – 6, 2 – 6, 1 – 6, 6 – 3, 2 – 6  |
| 1939   | ОП САЩ       | Хари Хопман | Джон Бромич Ейдриън Куист  | 6 – 8, 1 – 6, 4 – 6                |
| 1940   | ОП Австралия | Вив Макграт | Джон Бромич Ейдриън Куист  | 3 – 6, 5 – 7, 1 – 6                |

### Титли на смесени двойки в турнири от Големия шлем (5)
| година | турнир       | партньор              | съперник                             | резултат              |
| ------ | ------------ | --------------------- | ------------------------------------ | --------------------- |
| 1930   | Уимбълдън    | Елизабет Райън        | Хилде Кравинкел Сперлинг Даниел Прен | 6 – 1, 6 – 3          |
| 1931   | ОП Австралия | Марджъри Кокс Крофърд | Емили Уестакот Обри Уилард           | 7 – 5, 6 – 4          |
| 1932   | ОП Австралия | Марджъри Кокс Крофърд | Мерил О`Хара Ууд Джиро Сато          | 6 – 8, 8 – 6, 6 – 3   |
| 1933   | ОП Австралия | Марджъри Кокс Крофърд | М. Гладман Ван Рин Елсуърт Вайнс     | 3 – 6, 7 – 5, 13 – 11 |
| 1934   | Ролан Гарос  | Маргарет Скривън      | Бети Нътхол Фред Пери                | 6 – 2, 6 – 3          |

### Загубени финали на смесени двойки в турнири от Големия шлем (3)
| година | турнир       | партньор              | съперник                    | резултат             |
| ------ | ------------ | --------------------- | --------------------------- | -------------------- |
| 1928   | Уимбълдън    | Дафни Акхърст         | Елизабет Райън Патрик Спенс | 5 – 7, 4 – 6         |
| 1929   | ОП Австралия | Марджъри Кокс Крофърд | Дафни Акхърст Едгар Муун    | 0 – 6, 5 – 7         |
| 1930   | ОП Австралия | Марджъри Кокс Крофърд | Нел Хопман Хари Хопман      | 9 – 11, 6 – 3, 3 – 6 |